# Championnats du monde de cyclo-cross 1987
Navigation
Édition précédente Édition suivante
Les championnats du monde de cyclo-cross 1987 ont lieu les 24 et 25 janvier 1987 à Mladá Boleslav en Tchécoslovaquie. Trois épreuves masculines sont au programme.

## Podiums
| Épreuves       | Or                 | Argent            | Bronze              |
| -------------- | ------------------ | ----------------- | ------------------- |
| Professionnels | Klaus-Peter Thaler | Danny De Bie      | Christophe Lavainne |
| Amateurs       | Mike Kluge         | František Klouček | Roman Kreuziger     |
| Juniors        | Marc Janssens      | Ralph Berner      | Tomas Port          |

## Résultats

### Classement des professionnels
| Pos. | Cycliste            | Pays                 | Temps           |
| ---- | ------------------- | -------------------- | --------------- |
|      | Klaus-Peter Thaler  | Allemagne de l'Ouest | 1 h 08 min 04 s |
|      | Danny De Bie        | Belgique             | + 0:18          |
|      | Christophe Lavainne | France               | + 1:20          |
| 4    | Hennie Stamsnijder  | Pays-Bas             | + 1:23          |
| 5    | Volker Krukenbaum   | Allemagne de l'Ouest | + 1:38          |
| 6    | Frank van Bakel     | Pays-Bas             | + 2:13          |
| 7    | Rein Groenendaal    | Pays-Bas             | + 2:15          |
| 8    | Albert Zweifel      | Suisse               | + 2:32          |
| 9    | Paul De Brauwer     | Belgique             | + 2:37          |
| 10   | Claude Michely      | Luxembourg           | + 2:39          |

### Classement des amateurs
| Pos. | Cycliste           | Pays                 | Temps           |
| ---- | ------------------ | -------------------- | --------------- |
|      | Mike Kluge         | Allemagne de l'Est   | 1 h 03 min 40 s |
|      | František Klouček  | Tchécoslovaquie      | + 0:03          |
|      | Roman Kreuziger    | Tchécoslovaquie      | + 0:05          |
| 4    | Martin Hendriks    | Pays-Bas             | + 0:11          |
| 5    | Christian Redomski | Allemagne de l'Ouest | + 0:14          |
| 6    | Petr Klouček       | Tchécoslovaquie      | + 0:24          |
| 7    | Bruno Lebras       | France               | + 0:38          |
| 8    | Hansruedi Büchi    | Suisse               | + 0:43          |
| 9    | Peter Müller       | Suisse               | + 0:58          |
| 10   | Alex Moonen        | Belgique             | + 1:09          |

### Classement des juniors
| Pos. | Cycliste               | Pays                 | Temps       |
| ---- | ---------------------- | -------------------- | ----------- |
|      | Marc Janssens          | Belgique             | 48 min 46 s |
|      | Ralph Berner           | Allemagne de l'Ouest | + 0:26      |
|      | Tomas Port             | Tchécoslovaquie      | + 0:40      |
| 4    | Kurt De Roose          | Belgique             | + 1:03      |
| 5    | Luca Bramati           | Italie               | + 1:03      |
| 6    | Daniel Van Steenbergen | Belgique             | + 1:23      |
| 7    | Pavel Camrda           | Tchécoslovaquie      | + 1:27      |
| 8    | Kamil Polák            | Tchécoslovaquie      | + 1:42      |
| 9    | Wim de Vos             | Pays-Bas             | + 1:58      |
| 10   | Kai Hundertmarck       | Allemagne de l'Est   | + 2:05      |

## Tableau des médailles
| Rang | Nation               | Or | Argent | Bronze | Total |
| ---- | -------------------- | -- | ------ | ------ | ----- |
| 1    | Belgique             | 1  | 1      | 0      | 2     |
| 1    | Allemagne de l'Ouest | 1  | 1      | 0      | 2     |
| 3    | Allemagne de l'Est   | 1  | 0      | 0      | 1     |
| 4    | Tchécoslovaquie      | 0  | 1      | 2      | 3     |
| 5    | France               | 0  | 0      | 1      | 1     |